# Harry Karaeru
Harry Karaeru est un homme politique vanuatais et un chef coutumier de l'île d'Espiritu Santo.

## Biographie
Il entre à l'Assemblée représentative des Nouvelles-Hébrides aux élections de 1979, peu avant l'indépendance de cette colonie franco-britannique ; député de la circonscription rurale d'Espiritu Santo, il est élu avec l'étiquette du Parti fédéral des Nouvelles-Hébrides, qui prône un État fédéral respectueux des différences des îles du pays plutôt que l'État unitaire voulu par le Vanua'aku Pati. La colonie devient indépendante en 1980 avec le nom de république de Vanuatu. Harry Karaeru est réélu député de Santo aux élections de 1983, et est alors le seul représentant au Parlement de Vanuatu du parti Nagriamel, mouvement coutumier défendant les intérêts de la population de Santo. Aux élections de 1987, c'est comme membre de l'Union des partis modérés, qui rassemble divers partis francophones d'opposition au Vanua'aku Pati, qu'il conserve son siège de député. Il est battu dans sa circonscription aux élections de 1991.